# Si l'empereur savait ça
Si l'empereur savait ça is een Franse dramafilm uit 1930 onder regie van Jacques Feyder. Het scenario is gebaseerd op het toneelstuk Olimpia (1928) van de Hongaarse auteur Ferenc Molnár.

## Verhaal
Kapitein Kovacs wil een romance met prinses Plata van Ettingen. Hij moet daarvoor het protocol aan het Weense hof trotseren. Om enkele uren in de aanwezigheid van de prinses te kunnen doorbrengen pleegt hij chantage. Vervolgens vertrekt hij voor altijd.

## Rolverdeling
| Acteur          | Personage                   |
| --------------- | --------------------------- |
| André Luguet    | Kapitein Kovacs             |
| Françoise Rosay | Prinses Plata van Ettingen  |
| Tania Fédor     | Prinses Renata van Ettingen |
| André Berley    | Kolonel Krehl               |
| Georges Mauloy  | Prins van Ettingen          |
| Suzanne Delvé   | Linda                       |
| Marcel André    | Albert                      |